# Nioboaeschynite-(Nd)
La nioboaeschynite-(Nd) è un minerale, non approvato dall'IMA, appartenente al gruppo dell'aeschynite.